# Hollós István (jogász)
Hollós István (Érmihályfalva, 1906. augusztus 8. – Szamosújvár, 1958. december 2.) erdélyi magyar jogász, tanító, akit az Érmihályfalvi csoport perében halálra ítéltek és Sass Kálmán református lelkésszel együtt kivégezték.

## Élete
Anyai ágon lengyel, apai ágon magyar-román-szlovák eredetű családból származott. Az elemi iskola elvégzése után előbb Nagyváradon, majd a nagykárolyi piarista gimnáziumban tanult, végül 1927-ben a nagyváradi „Emanoil Gojdu” líceumban érettségizett. Előbb Tégláson, majd Mezőcsát törvényszékén dolgozott. 1928 - 1932 között hivatalosan is elvégezte a jogot, ezt követően előbb a kalocsai bíróságon, majd a budapesti törvényszékén dolgozott. Doktorált, majd doktorátusát 1942-ben sikeresen megvédte, de még ugyanebben az évben behívták katonának és a frontra került, egy híradós alakulatban szolgált. Időközben kinevezték bírónak a kecskeméti törvényszékere, ezt a tisztségét azonban nem tudta gyakorolni, csak bírói esküjét tette le.
Hollós a fronton hamarosan századosi rangot szerzett, majd kinevezték hadbíróvá, amely tisztségét azonban nem tudta betölteni, mivel a fronton kellett harcolnia. A román bíróság később megvádolta, hogy 1944-ben kapcsolatban állt a Nyilaskeresztes Párttal, ezt azonban nem sikerült bizonyítani, sokkal valószínűbb, hogy a bíróság ezzel akarta Sass Kálmán és társai fasiszta kötődését bizonyítani, akárcsak az ugyanekkor zajló Szoboszlay-perben Lukács István esetében.
Hollós István 1945 elején amerikai fogságba esett, szabadulása után családjával együtt hazatért Érmihályfalvára, ahol magyar-francia szakos tanár lett. 1947-ben megkísérelt nyugatra szökni, de kísérlete kudarcba fulladt, így kénytelen volt hazatérni. Érmihályfalván a vádirat szerint a revizionista Magyar Ellenállási Mozgalom képviselőjeként igyekezett egy konspiratív sejtet létrehozni, habár ő ezt tagadta.
1950-ben letartóztatták, 4 hónapig vizsgálati fogságban volt, de mivel a bíróság nem rendelkezett bizonyítékokkal állítólagos tevékenységéről, szabadon engedték. Az 1956-os forradalommal való állítólagos kapcsolata miatt számos falubelijével együtt letartóztatták és bíróság elé állították. Az úgynevezett érmihályfalvi csoport perén a szabóból hadbíró őrnaggyá előléptetett Macskássi Pál elnökölt. A perben Hollós Istvánt másodrendű vádlottként két társával Sass Kálmánnal és Balaskó Vilmossal együtt halálra ítélték. 1958. december 2-án Sass Kálmánt és Hollós Istvánt golyó által kivégezték, Balaskó Vilmos ítéletét kegyelemből életfogytiglani ítéletre módosították.
A kivégzetteket a román politikai vezetés máig nem rehabilitálta, holttesteik jelenleg ismeretlen helyen nyugosznak.